# Franschhoek (wijndistrict)
Franschhoek is een wijndistrict van 965 hectare in Zuid-Afrika, genoemd naar de plaats Franschhoek. Het behoort tot de wijnregio Coastal Region aan de West-Kaap. Voorheen maakte het gebied deel uit van het wijndistrict Paarl. 
Het ligt in een vallei dat gevormd wordt door Groot Drakenstein, Klein Drakenstein en Simonsberg.

## Druivenrassen
- Rood: bekend om de Cabernet Sauvignon, maar er wordt ook Merlot en Syrah verbouwd
- Wit: bekend om de Sémillon, maar er wordt ook Sauvignon Blanc en Chardonnay verbouwd